# Usgentia
Usgentia là một chi bướm đêm thuộc họ Crambidae.

## Các loài
- Usgentia quadridentale (Zerny, 1914)
- Usgentia vespertalis (Herrich-Schäffer, 1851)